# Yves Debay

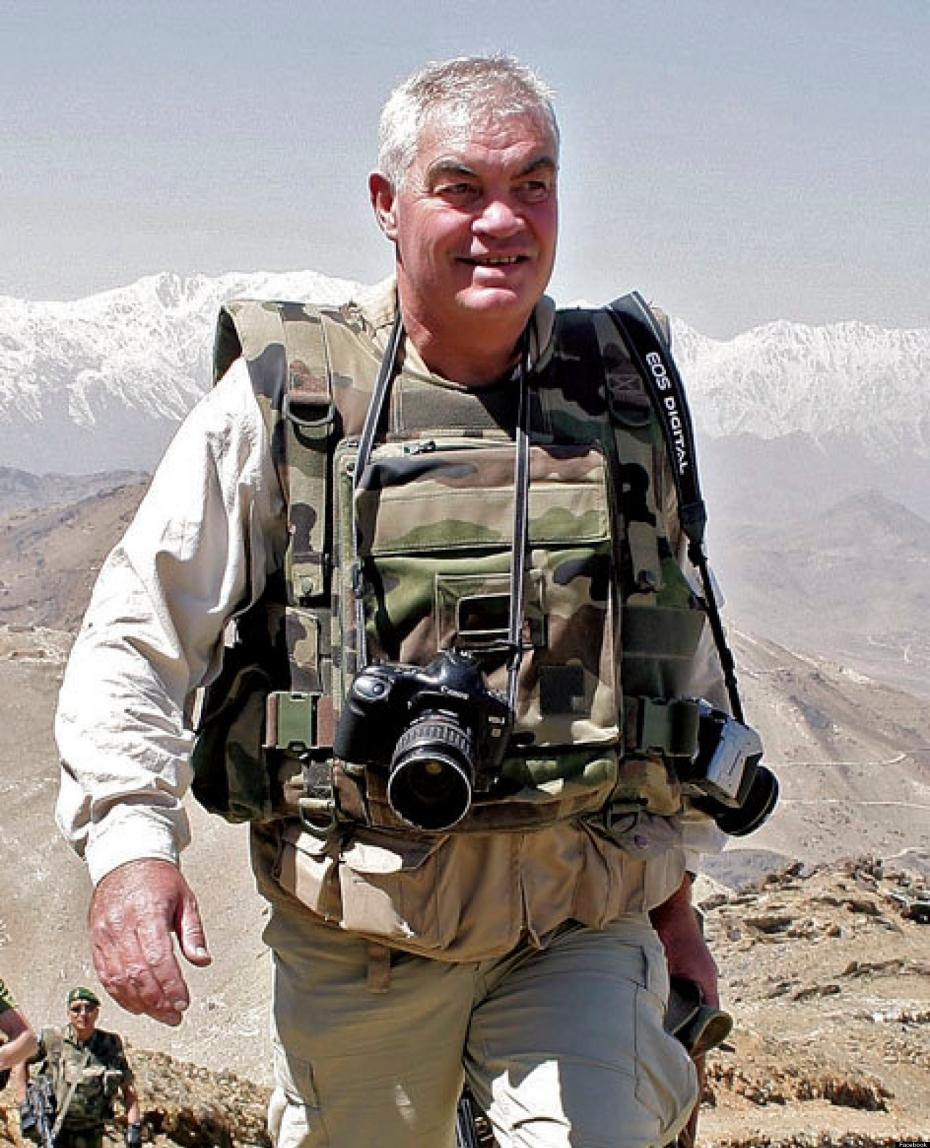
Yves Debay (2005)

Yves Debay (Elisabethville, 24 december 1954 – Aleppo, 17 januari 2013) was een Belgisch oorlogsjournalist.

## Biografie[1]
Na zijn legerdienst in het Belgische leger ging hij naar de militaire school voor een opleiding tot onderofficier. 
In 1978 vocht hij in Rhodesië in de Rhodesian Light Infantry tegen de guerrilla's uit Mozambique.
Vanaf 1985 werd hij verslaggever en begon met het maken van documentaires voor het Franse Leger. Hij was in die periode  onder andere  correspondent voor het tijdschrift "Raids". 
Hij versloeg  de oorlog in Libanon, de twee Golfoorlogen, de oorlogen in Joegoslavië en de oorlog in Afghanistan in 2001.
In augustus 2005 lag hij mee aan de basis van het tijdschrift Assaut.
Tijdens zijn verslaggeving van de Syrische Burgeroorlog werd hij door een sluipschutter gedood op
17 januari 2013 te Aleppo.